# ماكسين جينينجز
ماكسين بليس جينينجز (Maxine Jennings) (8 مارس 1909 - 11 يناير 1991)، هي ممثلة أمريكية   

## روابط خارجية
- ماكسين جينينجز في قاعدة بيانات الأفلام على الإنترنت